# Будинок Ніни
«Будинок Ніни» (фр. La maison de Nina) — французький фільм-драма 2005 року, поставлений режисером Рішаром Дембо.

## Сюжет
Дія фільму розгортається на сході Франції з вересня 1944 і до січня 1946 року. Мадам Ніна (Аньєс Жауї) заснувала «будинок Надії» — притулок для юних сиріт-євреїв. Наближається закінчення війни і до мадам прибуває потяг з іншими вцілілими молодими євреями з табору Бухенвальд. У пам'яті цих сиріт постійно спливають жахливі картини бухенвальдських тортур. Живучи в «будинку Надії» діти звертаються до релігії. Ніна як може намагається відновити їх розбиті життя…

## У ролях
| Аньєс Жауї           |  | Нїна         |
| Сара Адлер           |  | Марлен       |
| Катя Левкович        |  | Єва          |
| Ар'є Ельмале         |  | Авнер        |
| Жеремі Сітбон        |  | Жорж         |
| Венсан Ротьє         |  | Габріель     |
| Алексіс Піво         |  | Жан          |
| Лола Немарк          |  | Розетта      |
| Артюр Монкла         |  | Моше         |
| Єреміас Нуссбаум     |  | Шмельке      |
| Гаспар Ульєль        |  | Айзік        |
| Томас Лемаркус       |  | Густав       |
| Артур Монкла         |  | Моще         |
| Витторія Скон'ямільо |  | Розіна       |
| Шарль Берлінґ        |  | Моріс Гутман |
| Бернар Бланкан       |  | Еміль        |

## Знімальна група
- Автор сценарію — Рішар Дембо
- Режисер-постановник — Рішар Дембо
- Продюсер — Ален Розане, Паскаль Верруст
- Композитор — Тедді Лесрі
- Оператор — Лоран Флето
- Монтаж — Ізабель Девінк
- Підбір акторів — Нора Хабіб
- Художник-постановник — Крістіан Марті
- Художник по костюмах — Єва-Марі Арно
- Артдиректор — Янн Бікан, Ноелла Мілондо

## Визнання
| Нагороди та номінації фільму «Будинок Ніни» | Нагороди та номінації фільму «Будинок Ніни» | Нагороди та номінації фільму «Будинок Ніни»     | Нагороди та номінації фільму «Будинок Ніни» | Нагороди та номінації фільму «Будинок Ніни» | Нагороди та номінації фільму «Будинок Ніни» |
| Рік                                         | Кінофестиваль/кінопремія                    | Категорія/нагорода                              | Номінант                                    | Результат                                   |                                             |
| ------------------------------------------- | ------------------------------------------- | ----------------------------------------------- | ------------------------------------------- | ------------------------------------------- | ------------------------------------------- |
| 2006                                        | Єрусалимський кінофестиваль                 | Премія Авнер Шалев Яд Вашем — спеціальна згадка | Будинок Ніни                                | Номінація                                   |                                             |